# Segunda presidência de Donald Trump
O segundo mandato como presidente de Donald Trump começou em 20 de janeiro de 2025, com sua segunda posse. Membro do Partido Republicano, Trump já havia sido o 45º presidente dos EUA. Ao fazer o juramento de posse como presidente, ele se tornou o segundo presidente na história dos EUA a servir mandatos não consecutivos, após o ex-presidente Grover Cleveland, reeleito em 1892.
Trump se tornou a pessoa mais velha a tomar posse como presidente dos Estados Unidos, bem como o primeiro condenado criminalmente a ocupar o cargo de presidente. Donald Trump foi eleito presidente em 6 de novembro de 2024, após derrotar a oponente democrata e então vice-presidente Kamala Harris, ao lado de seu companheiro de chapa, J. D. Vance. Ao fazer seu juramento como o 50º vice-presidente,  Vance se tornou o primeiro vice-presidente millennial dos Estados Unidos.

## Contexto
Donald Trump anunciou oficialmente sua candidatura à nomeação republicana na eleição presidencial dos Estados Unidos em 2024 em 15 de novembro de 2022, em sua residência em Mar-a-Lago, com um discurso de cerca de uma hora, buscando a nomeação do Partido Republicano. Em março de 2024, Trump se tornou o candidato presumido do Partido Republicano após as primárias presidenciais do partido. Trump escolheu o senador J. D. Vance como seu companheiro de chapa, e ambos foram formalmente nomeados como a chapa republicana na Convenção Nacional Republicana de 2024.
O atual presidente, Joe Biden, inicialmente concorreu à reeleição para a nomeação democrata, tornando-se o candidato presumido do partido em março de 2024 após vencer confortavelmente as primárias com pouca oposição. No entanto, após uma performance amplamente criticada em um debate e em meio a preocupações crescentes sobre sua idade e saúde, Biden oficialmente retirou-se da disputa em julho de 2024. Biden endossou Kamala Harris, sua companheira de chapa em 2020 e atual vice-presidente dos Estados Unidos, como sua sucessora, e ela anunciou sua candidatura em 21 de julho. No dia seguinte, Harris obteve delegados suficientes em caráter não vinculativo para se tornar a nova candidata presumida do partido; na Convenção Nacional Democrata de 2024, em agosto, ela aceitou formalmente a nomeação do partido.

## Período de transição

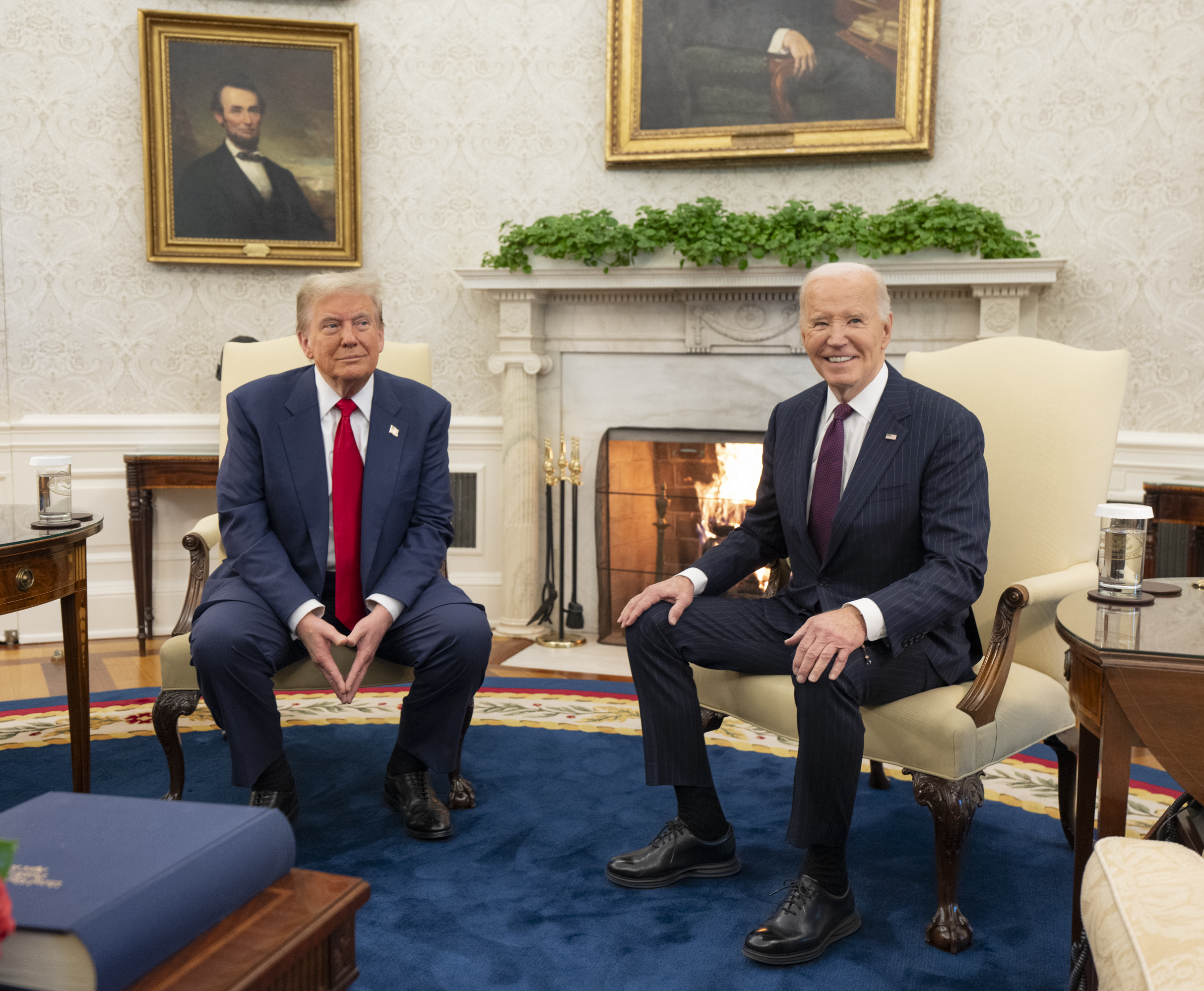
O presidente em exercício Joe Biden e o presidente eleito Donald Trump no Salão Oval em 13 de novembro de 2024.

O período de transição presidencial começou após a vitória de Trump na eleição presidencial dos EUA de 2024.
Em novembro de 2024, anunciou a futura criação do Departamento de Eficiência Governamental dos EUA, que tem como principal objetivo contribuir para a tomada de decisões do governo, resultando em ações como a redução de regulamentações excessivas, corte de gastos desnecessários, entre outras. Sua criação efetiva acontecerá ao assumir a segunda presidência em 2025.
Na mesma declaração da criação do Departamento, também foi anunciado que este seria chefiado pelos empresários Elon Musk e Vivek Ramaswany.

## Posse
Trump foi empossado em 20 de janeiro de 2025, sucedendo Biden como o 47º presidente dos Estados Unidos.

## Administração

### Vice-presidência
Em julho de 2024, Trump escolheu o senador de Ohio JD Vance como seu companheiro de chapa na Convenção Nacional Republicana daquele ano. Vance foi apoiado por Donald Trump Jr., Elon Musk e Tucker Carlson, e fortalecido por uma série de eventos na mídia, incluindo um debate primário acalorado com Josh Mandel e Mike Gibbons, uma reafirmação de seu apoio a Trump no The Wall Street Journal enquanto Ron DeSantis ganhava destaque na mídia conservadora, e uma visita conjunta a East Palestine, Ohio, após um descarrilamento de trem em fevereiro de 2023.

### Gabinete
Em 11 de novembro de 2024, o The New York Times informou que o senador dos EUA Marco Rubio, da Flórida, era esperado para ser o secretário de Estado de Trump; ele foi oficialmente nomeado em 13 de novembro. Foi relatado em 8 de novembro que o representante Mike Rogers estava sendo considerado para o cargo de secretário de Defesa, mas em 12 de novembro Trump anunciou que o veterano militar e apresentador da Fox News Pete Hegseth seria seu indicado para a posição. No mesmo dia, a CNN informou que a governadora da Dakota do Sul, Kristi Noem, seria nomeada como secretária de Segurança Interna, o que Trump posteriormente confirmou. Em 13 de novembro, Trump escolheu o representante Matt Gaetz para procurador-geral, mas Gaetz retirou-se da consideração em 21 de novembro. Em 14 de novembro, o advogado ambiental e ativista Robert F. Kennedy Jr. foi selecionado como secretário de Saúde e Serviços Humanos. Em 15 de novembro, o governador da Dakota do Norte, Doug Burgum, foi nomeado para secretário do Interior. No mesmo dia, o ex-representante e reservista da Força Aérea, Doug Collins, foi selecionado para secretário de Assuntos de Veteranos. Em 16 de novembro, Trump escolheu o CEO de uma empresa de energia, Chris Wright, como seu indicado para secretário de Energia. Em 18 de novembro, Trump nomeou o ex-representante Sean Duffy como secretário de Transporte. Em 19 de novembro, foi relatado que Trump deveria nomear seu co-presidente da equipe de transição e banqueiro de investimentos Howard Lutnick para secretário de Comércio. No mesmo dia, Trump nomeou a empresária e chefe da Administração de Pequenas Empresas, Linda McMahon, como secretária de Educação. Em 21 de novembro, após a retirada de Gaetz, Trump selecionou Pam Bondi como procuradora-geral. No dia seguinte, Trump nomeou o executivo de fundos de hedge Scott Bessent como secretário do Tesouro, a congressista Lori Chavez-DeRemer como secretária do Trabalho, e o ex-representante estadual Scott Turner como secretário de Habitação e Desenvolvimento Urbano. Também foi relatado naquele dia que Trump era esperado para nomear a ex-senadora dos EUA Kelly Loeffler como secretária da Agricultura, mas em 23 de novembro ele escolheu a ex-diretora do Conselho de Política Doméstica, Brooke Rollins.
Em 7 de novembro, Trump escolheu Susie Wiles, co-presidente de sua campanha presidencial, como sua chefe de gabinete. Ela será a primeira mulher a ocupar o cargo. Três dias depois, a CNN informou que Trump havia oferecido à representante Elise Stefanik o cargo de embaixadora nas Nações Unidas. No dia seguinte, o The Wall Street Journal informou que o representante Michael Waltz será seu conselheiro de segurança nacional, o ex-representante Lee Zeldin foi anunciado como o indicado de Trump para administrador da Agência de Proteção Ambiental, e a ex-representante Tulsi Gabbard como diretora de Inteligência Nacional. Em 26 de novembro, Trump escolheu Jamieson Greer como representante de Comércio dos Estados Unidos.
Várias pessoas recusaram servir na administração de Trump ou foram excluídas de servir. Em 29 de outubro, a senadora dos EUA Cynthia Lummis, do Wyoming, recusou ser considerada para o cargo de Secretária do Interior. Em 7 de novembro, o senador dos EUA Tom Cotton, do Arkansas, recusou ocupar um cargo na administração. Em 9 de novembro, Trump afirmou que não convidaria novamente Nikki Haley ou Mike Pompeo, sua ex-embaixadora nas Nações Unidas e ex-secretário de Estado, respectivamente, de sua primeira administração. Em 11 de novembro, o senador dos EUA Eric Schmitt, do Missouri, recusou ser considerado para o cargo de Procurador-Geral. No dia seguinte, John Paulson recusou ser considerado para o cargo de Secretário do Tesouro. Em 12 de novembro, foi anunciado que Donald Trump Jr. não faria parte da administração, em linha com declarações anteriores de Trump de que não queria sua família envolvida em seu segundo mandato. Jared Kushner também declarou que não fará parte da administração. Em 15 de novembro, foi relatado que o ex-representante Mike Rogers estava sendo considerado para Diretor do FBI, mas em 22 de novembro esses relatórios foram desmentidos. Em 21 de novembro, foi informado que Roger Severino foi rejeitado como candidato a Secretário Adjunto do Departamento de Saúde e Serviços Humanos.

## Política interna

### Aborto
Trump declarou que o aborto deveria ser delegado aos estados em abril de 2024. Nessa medida, ele afirmou em uma entrevista à Time que permitiria que os estados monitorassem as gravidezes e processassem criminalmente pacientes que realizassem abortos. Trump criticou a decisão da Suprema Corte do Arizona no caso Planned Parenthood Arizona v. Mayes (2024), na qual o tribunal manteve uma lei de 1864 que criminaliza abortos, exceto para salvar a vida da mãe, afirmando que ele não assinaria uma proibição federal do aborto e reafirmou sua posição em outubro.
Após a Suprema Corte do Alabama decidir, no caso LePage v. Center for Reproductive Medicine (2024), que embriões congelados são seres vivos, Trump posicionou-se a favor da fertilização in vitro.

### Clima e meio ambiente
A equipe de transição de Trump para o clima e o meio ambiente é liderada por David Bernhardt, ex-lobista do setor de petróleo que serviu como secretário do Interior, e Andrew R. Wheeler, ex-lobista do setor de carvão que liderou a Agência de Proteção Ambiental (EPA) durante o governo Trump. A equipe está se preparando para retirar os EUA do Acordo de Paris pela segunda vez, expandir a perfuração e mineração em terras públicas e desmantelar escritórios que trabalham para combater a poluição, enquanto outros funcionários discutiram a possibilidade de mover a EPA de Washington, D.C. Trump redesenhará as fronteiras dos Monumentos Nacionais Bears Ears e Grand Staircase-Escalante, como fez em sua primeira presidência, encerrará a pausa em novos terminais de exportação de gás natural que começou sob o governo de Joe Biden e impedirá que os estados estabeleçam seus próprios padrões de poluição.
Em um jantar privado em Mar-a-Lago, em abril de 2024, Trump prometeu às empresas de combustíveis fósseis que revogaria regulamentações ambientais se elas doassem para sua campanha.

### Economia
Trump prometeu impor tarifas mais altas sobre importações de todos os países, particularmente da China. Em 25 de novembro de 2024, Trump afirmou que assinaria uma ordem executiva impondo tarifas de 25% sobre o Canadá e o México, além de uma tarifa adicional de 10% sobre a China. Em 30 de novembro de 2024, Trump ameaçou impor uma tarifa de 100% sobre as nações do BRICS caso tentassem criar uma nova moeda do BRICS ou promover outra moeda para substituir o dólar americano como moeda de reserva global.
A reserva estratégica de bitcoin é um ativo de reserva, financiado pelo bitcoin confiscado pelo Tesouro dos Estados Unidos, anunciado pelo presidente Donald Trump em março de 2025. Separadamente, um estoque de ativos digitais para ativos não bitcoin também foi criado. Trump declarou anteriormente que quer que os EUA se tornem a "capital criptográfica do mundo". 
A reserva será capitalizada com bitcoin já detido pelo governo federal.  Os Estados Unidos são o maior detentor conhecido de bitcoin no mundo, estimando-se que detenham cerca de 200.000 BTC, em março de 2025. 
A reserva provocou reações mistas, desde alguns economistas a criticarem a ideia,  até governos de vários estados a iniciarem projetos semelhantes. 

### Educação
Durante seu primeiro mandato, Trump cortou o financiamento do Departamento de Educação, enquanto continuava a criticá-lo. Durante sua campanha de 2024, Trump promoveu ativamente a ideia de abolir o Departamento de Educação e propôs transferir o controle da educação para os governos estaduais.

### Governo Federal
Elon Musk e Vivek Ramaswamy irão liderar o Departamento de Eficiência Governamental, uma comissão que "forneceria conselhos e orientações de fora do governo".

### Saúde
Em 14 de novembro, em um discurso em Mar-a-Lago, Flórida, Trump anunciou que nomearia Robert F. Kennedy Jr. para o cargo de secretário de saúde. Essa nomeação causou controvérsia devido ao apoio repetido de Kennedy a teorias da conspiração antivacina, com o diretor da Associação Americana de Saúde Pública afirmando que Kennedy "já causou grandes danos à saúde no país" e que ele também é "uma pessoa sem experiência na área da saúde". Em dezembro, Trump revelou que estava discutindo o fim dos programas de vacinação infantil com RFK Jr. e promoveu a alegação cientificamente refutada de uma ligação entre vacinas e autismo.

### Imigração
Trump pretende expandir e reviver as políticas de imigração que impôs durante sua primeira presidência, incluindo sua proibição de viagens para muçulmanos, expulsar solicitantes de asilo alegando que eles carregam doenças infecciosas, deputar policiais e soldados para ajudar o Serviço de Imigração e Controle de Aduanas (ICE) em deportações em massa, e estabelecer vastos campos de detenção, de acordo com o The New York Times. Após sua vitória, Trump disse que "não há limite de custo" para realizar essas deportações.
Trump anunciou em 10 de novembro de 2024 que Tom Homan se juntará à nova administração como "czar da fronteira", escrevendo que "Homan será responsável por toda deportação de estrangeiros ilegais de volta ao seu país de origem."

### Direitos LGBT
Em sua segunda campanha, Donald Trump detalhou uma série de propostas voltadas a reverter políticas recentes relacionadas à comunidade LGBT e a reformular as diretrizes federais sobre identidade de gênero e direitos de pessoas transgênero. Trump afirmou que, no "primeiro dia", ele reverteria a expansão do Title IX feita pela administração Biden, que protege os direitos dos estudantes transgêneros de usar banheiros, vestiários e pronomes que correspondem à sua identidade de gênero. Trump também prometeu cortar o financiamento federal para escolas que promovem "teoria crítica da raça, insanidade transgênero e outros conteúdos raciais, sexuais ou políticos inadequados."
Suas políticas propostas limitariam significativamente o atendimento de afirmação de gênero, incluindo a proibição federal desse tipo de atendimento para menores de idade e o bloqueio de financiamento do Medicare e Medicaid para médicos que oferecem serviços de afirmação de gênero. Trump também propôs proibir agências federais de "promover" a transição de gênero e planeja encarregar o Departamento de Justiça de investigar os possíveis efeitos a longo prazo dos tratamentos de afirmação de gênero.

### Militar
Em novembro de 2024, a NBC News informou que a administração Trump estava compilando uma lista de oficiais militares que estiveram envolvidos na retirada das tropas dos EUA do Afeganistão entre 2020 e 2021, em preparação para possíveis cortes marciais.

### Processos e indultos
Em uma publicação no Truth Social em setembro de 2024, Trump declarou que "... as pessoas que trapacearam serão processadas ao máximo rigor da lei...", referindo-se à eleição de 2024. Em seu livro de 2024, Save America, Trump ameaçou prisão perpétua para o CEO da Meta Platforms, Mark Zuckerberg, se ele fizer algo ilegal.
Espera-se que Trump encerre as investigações do Departamento de Justiça contra ele em Washington, D.C., e na Flórida. O Conselheiro Especial Jack Smith está considerando encerrar suas investigações mais cedo e apresentar um relatório final ao Procurador-Geral Merrick Garland antes da posse de Trump, segundo o The Washington Post.
Trump afirmou várias vezes que, se fosse reeleito em 2024, ele indultaria os participantes do ataque ao Capitólio em 6 de janeiro. Até março de 2024, 500 pessoas foram condenadas a penas de prisão e 1.358 foram acusadas criminalmente.
Em maio de 2024, Trump disse que comutaria a sentença de Ross Ulbricht no seu primeiro dia no cargo. Ulbricht está cumprindo prisão perpétua por criar e operar o site do mercado darknet Silk Road, que funcionava como um serviço oculto na rede Tor e facilitava a venda de narcóticos e outros produtos e serviços ilegais. Trump também sugeriu ou insinuou possíveis indultos para Julian Assange e Peter Navarro; veículos de mídia também especularam que Trump poderia conceder indultos para Eric Adams e Todd e Julie Chrisley.

## Política externa

### Ásia

#### Afeganistão
Durante seu primeiro mandato, o governo Trump assinou um acordo de paz com o Talibã para encerrar a guerra de duas décadas no Afeganistão. A retirada das tropas dos EUA começou em fevereiro de 2020 sob Trump e continuou com o governo Biden, que supervisionou as fases finais da retirada e a subsequente queda de Cabul em agosto de 2021, levando ao restabelecimento do Emirado Islâmico do Afeganistão. Durante sua campanha, Trump criticou fortemente e condenou a forma como Biden lidou com a retirada, chamando-a de "o dia mais embaraçoso na história do nosso país" e afirmando que haverá consequências para os responsáveis. Ele também expressou apoio às famílias Gold Star dos 13 militares mortos em um ataque suicida no Aeroporto Internacional de Cabul durante os últimos dias da retirada, que, por sua vez, apoiaram a reeleição de Trump.
Em novembro de 2024, a equipe de transição de Trump estava supostamente compilando uma lista de oficiais militares envolvidos na retirada do Afeganistão e investigando se eles poderiam ser submetidos à corte marcial. Eles também estavam considerando criar uma comissão para investigar a retirada, incluindo se alguns oficiais poderiam ser considerados culpados de traição.

### Europa

#### França
Um mês após a eleição, Trump viajou para Paris para participar da reabertura da Catedral de Notre-Dame de Paris em 7 de dezembro, cinco anos após ter sido gravemente danificada por um incêndio. Foi sua primeira viagem ao exterior como presidente eleito desde sua segunda vitória eleitoral. Ele se encontrou com vários líderes mundiais antes da cerimônia, incluindo o presidente francês Emmanuel Macron, o presidente ucraniano Volodymyr Zelenskyy e o Príncipe William do Reino Unido.

#### Rússia e Ucrânia
Após sua vitória, Trump ligou para o presidente russo Vladimir Putin para adverti-lo a não escalar a Guerra Russo-Ucraniana, expressando interesse em resolver o conflito em uma data futura. Trump se encontrou com Volodymyr Zelenskyy durante a campanha e na reinauguração da Catedral de Notre-Dame.

### América do Sul

#### Argentina
Em 14 de novembro de 2024, o presidente da Argentina, Javier Milei, foi à Flórida para se encontrar com Trump em Mar-a-Lago. Ele foi o primeiro chefe de estado estrangeiro a viajar para os Estados Unidos após a vitória de Trump e a se encontrar com o presidente eleito. Economista libertário de direita, Milei já havia demonstrado seu fervoroso apoio a Donald Trump e suas políticas, desejando fortalecer os laços diplomáticos e econômicos entre a Argentina e o mundo ocidental. Em uma ligação após os resultados da eleição, Trump chamou Milei de seu "presidente favorito", de acordo com relatos. O presidente da Argentina fez um discurso em um encontro do CPAC em Miami. Milei também se encontrou com os diretores planejados do Departamento de Eficiência Governamental, Elon Musk e Vivek Ramaswamy, para orientá-los sobre seu objetivo de "desmantelar a burocracia", reduzir os gastos do governo e reorganizar o pessoal federal.

#### Brasil
Em julho de 2025, o governo norte-americano anunciou uma série de medidas contra o Brasil, como uma tarifa de 50% em exportações brasileiras, além de restrições de visto de turismo e congelamento de bens de ministros do Supremo Tribunal Federal através da Lei Magnitsky; pesquisadores classificam o momento atual como o "pior momento das relações diplomáticas em 200 anos". Tais medidas estariam sendo influência do deputado federal licenciado e filho do ex-presidente, Eduardo Bolsonaro. Em agosto, o governo americano anunciou novas medidas, como restrição de vistos para secretários do governo Lula, que à época do governo Dilma Rousseff eram responsáveis pelo programa Mais Médicos. A embaixada americana fez uma postagem no Twitter: "Mais Médicos do Brasil foi um golpe diplomático que explorou médicos cubanos, enriqueceu o regime cubano corrupto e foi acobertado por autoridades brasileiras e ex-funcionários da Opas. Não restam dúvidas: os EUA continuarão responsabilizando todos os indivíduos ligados a esse esquema coercitivo de exportação de mão de obra".

#### Chile
Durante a segunda administração de Donald Trump, a política externa dos EUA na América Latina focou em combater a influência da China na região, particularmente no contexto de infraestrutura comercial estratégica. Um exemplo notável é a ênfase dada ao fortalecimento dos laços com o Chile, especificamente por meio de investimentos potenciais na modernização do Porto de San Antonio em Valparaíso. Essa iniciativa foi apresentada como um contra-ataque estratégico ao megaprojeto financiado pela China no Porto de Chancay, no Peru. Investidores dos EUA, facilitados pela Development Finance Corporation, estavam planejados para visitar o Chile a fim de avaliar oportunidades de desenvolvimento tecnológico e infraestrutural. Enquanto isso, relatórios sugeriram que a administração Trump considerava impor tarifas de até 60% sobre os produtos exportados do porto de Chancay, refletindo sua estratégia mais ampla de apoiar aliados como o Chile diante da expansão da influência da China na América Latina. Esses desenvolvimentos ocorreram em meio a altos níveis de engajamento diplomático entre autoridades chilenas e dos EUA, destacando interesses compartilhados em aprimorar as redes comerciais no Pacífico.
Trump nomeou Brandon Judd como embaixador dos Estados Unidos no Chile. Judd foi membro da Patrulha de Fronteira dos EUA, atuando como presidente do sindicato National Border Patrol Council, e é um defensor da construção do muro na fronteira. Em 2025, o Chile enfrenta uma crise de imigração ilegal.

### Oriente Médio

#### Irã
Elon Musk se encontrou com o embaixador do Irã na ONU, Saeid Iravani, em 11 de novembro de 2024.
Em janeiro de 2025, Elon Musk teria ajudado a primeira-ministra italiana Giorgia Meloni a libertar a cidadã italiana Cecila Sala da detenção pelo regime iraniano.

#### Israel

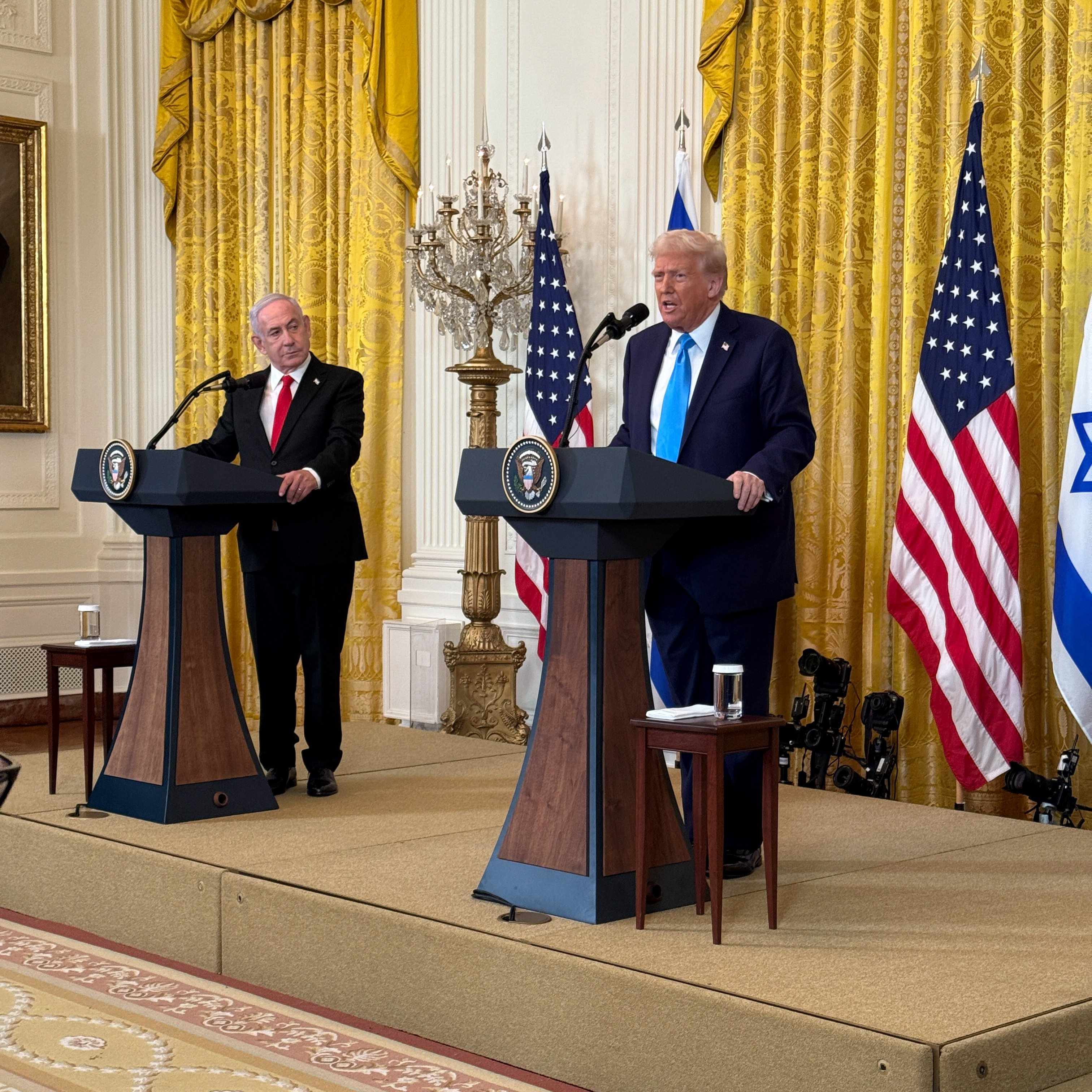
Presidente Donald Trump e Benjamin Netanyahu se encontrando em 2025.

Em seu primeiro mandato, Trump foi considerado um dos presidentes mais pró-Israel dos Estados Unidos. Durante sua campanha presidencial de 2024, Trump instou o primeiro-ministro israelense Benjamin Netanyahu a encerrar a guerra em Gaza dentro de dois meses e abriu a possibilidade de ataques às instalações nucleares do Irã. Trump avisou o Hamas de que eles enfrentariam "todas as consequências" se a guerra não acabasse antes de ele assumir o cargo em janeiro. Após a eleição, Trump conversou com o presidente palestino Mahmoud Abbas pela primeira vez desde 2017. Durante a ligação, Trump expressou seu desejo de encerrar rapidamente a guerra em Gaza.
O genro de Trump e ex-conselheiro sênior da Casa Branca, Jared Kushner, deverá desempenhar um papel fundamental na futura política dos Estados Unidos no Oriente Médio como conselheiro presidencial externo. Sendo pró-Israel e tendo laços com vários líderes árabes, Kushner ajudou anteriormente a intermediar os Acordos de Abraão durante o primeiro mandato de Trump. A maioria dos conselheiros e nomeados de Trump são considerados apoiadores fervorosos do Estado judeu, incluindo Hegseth, Huckabee, Ratcliffe, Rubio, Stefanik e Waltz. O empresário libanês-americano Massad Boulos, nomeado como conselheiro sênior para Assuntos Árabes e do Oriente Médio e com laços com políticos libaneses, é visto como um intermediário entre Trump e os líderes árabes. Enquanto o Enviado Especial para o Oriente Médio Steve Witkoff deverá lidar com Israel, Boulos ajudará nas negociações com o mundo árabe.
Dias antes da inauguração da administração, um acordo de cessar-fogo foi alcançado entre Israel e o Hamas.

#### Síria
Na guerra civil síria, a oposição síria lançou uma ofensiva contra as Forças Armadas sírias pró-governo no final de novembro de 2024, capturando as grandes cidades de Alepo e Hama. À medida que as forças da oposição continuavam a se aproximar de Damasco, o presidente eleito Trump declarou em 7 de dezembro que os EUA deveriam se manter fora do conflito, afirmando "ESTA NÃO É A NOSSA LUTA" em uma postagem nas redes sociais. Grupos rebeldes capturaram Damasco no dia seguinte, 8 de dezembro, quando as forças do governo se renderam e o presidente Bashar al-Assad teria fugido do país.

### OTAN
Trump afirmou repetidamente que, como presidente, não se comprometeria a defender os estados membros da OTAN que não estiverem gastando pelo menos 2% do seu PIB em defesa. Além disso, o vice-presidente eleito JD Vance afirmou que, em sua visão, a OTAN é um "cliente de assistência social" e que deveria ser "uma aliança real".

### Expansionismo

Estados Unidos, incluindo o Canadá, Groenlândia e a Zona do Canal do Panamá, de acordo com os planos expansionistas propostos por Donald Trump (2024).

Trump afirmou, nos preparativos para sua segunda posse, planos e ideias propostas que expandiriam a influência política e o território dos Estados Unidos. O último território adquirido pelos Estados Unidos foi em 1947, com as Ilhas Marianas, Carolinas e Marshall.

#### Canadá
Trump disse que imporá uma tarifa de 25% sobre todos os produtos do Canadá, em um esforço para que o governo canadense pare o que, em sua visão, é uma crise de migração ilegal e uma crise de drogas na fronteira entre Canadá e Estados Unidos. Autoridades canadenses responderam ameaçando os Estados Unidos com tarifas retaliatórias, além de interromper o fluxo de energia canadense para o norte dos Estados Unidos. Isso levou Trump a zombar do primeiro-ministro canadense Trudeau com ofertas irônicas para o Canadá se juntar à União, e Trump se referiu a Trudeau como o "Governador do Grande Estado do Canadá".

#### Groenlândia

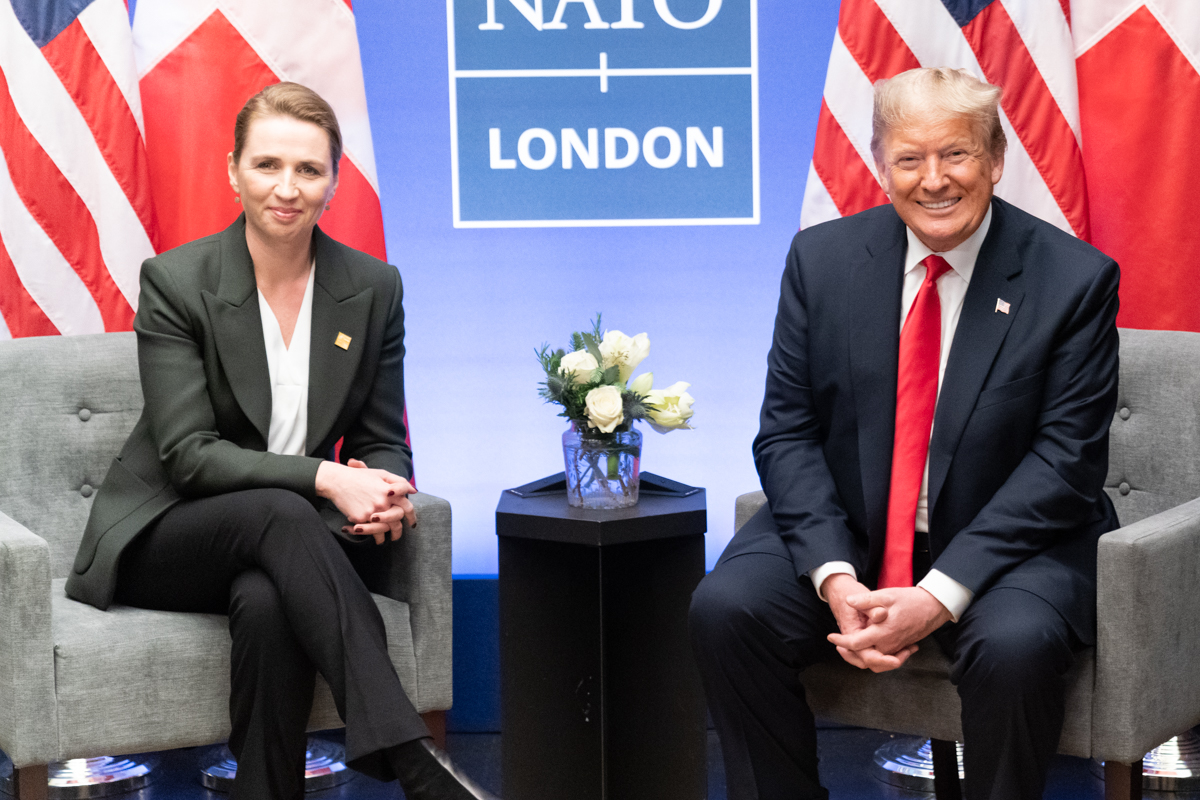
Trump com a atual primeira-ministra dinamarquesa Mette Frederiksen em 2019.

Em dezembro de 2024, Trump apresentou uma nova proposta para os Estados Unidos comprarem a Groenlândia da Dinamarca, descrevendo a posse e o controle da ilha como "uma necessidade absoluta" por motivos de segurança nacional. Isso se baseia em uma oferta anterior de Trump para comprar a Groenlândia durante seu primeiro mandato, que foi recusada pelo Reino da Dinamarca, levando-o a cancelar sua visita de agosto de 2019 ao país. Em 7 de janeiro de 2025, seu filho Donald Trump Jr. visitou a capital da Groenlândia, Nuuk, ao lado de Charlie Kirk para distribuir bonés do movimento "Make America Great Again" (MAGA). Em uma coletiva de imprensa no dia seguinte, Trump se recusou a descartar o uso de força militar ou econômica para tomar a Groenlândia ou o Canal do Panamá. No entanto, ele descartou o uso de força militar para tomar o Canadá. Em 14 de janeiro, os "Nelk Boys", afiliados a Trump, também visitaram Godthåb, distribuindo notas de dólar aos moradores locais. No dia 16 de janeiro, os CEOs de grandes empresas dinamarquesas, como Novo Nordisk, Vestas e Carlsberg, entre outras, foram convocados para uma reunião de crise no Ministério de Estado para discutir a situação. No dia seguinte, o ex-diretor executivo Friis Arne Petersen, do Ministério das Relações Exteriores da Dinamarca, descreveu a situação como "historicamente sem precedentes", enquanto Noa Redington, conselheiro especial da ex-primeira-ministra Helle Thorning-Schmidt, comparou a pressão internacional sobre a Dinamarca à que ocorreu durante a controvérsia das charges de Maomé no jornal Jyllands-Posten em 2005. O comentarista político Henrik Qvortrup afirmou, no dia 17, que uma menção à Groenlândia durante o discurso inaugural de Trump em 20 de janeiro confirmaria a seriedade de Trump, tornando a situação a maior crise internacional para a Dinamarca desde a Segunda Guerra Mundial.

#### Canal do Panamá
Em 2024, Trump exigiu que o Panamá devolvesse o controle do Canal do Panamá aos Estados Unidos devido às 'taxas excessivas' cobradas pela passagem americana. Se os Estados Unidos retomassem o controle do Canal do Panamá, seria a primeira vez que o país controlaria território panamenho desde a invasão dos Estados Unidos ao Panamá.

## Eleições durante a segunda presidência de Trump
|           |                | Líderes do Senado | Líderes do Senado | Líderes da Câmara | Líderes da Câmara |
| Congresso | Ano            | Maioria           | Minoria           | Presidente        | Minoria           |
| --------- | -------------- | ----------------- | ----------------- | ----------------- | ----------------- |
| 119º      | início em 2025 | Thune             | Schumer           | Johnson           | Jeffries          |

| Congresso | Senado | Câmara |
| --------- | ------ | ------ |
| 119º      | 53     | 220    |